# Lisa Murkowski
Lisa Murkowski   (Ketchikan, 22 de maig de 1957) és una política estatunidenca que ocupa el càrrec de senadora dels Estats Units sènior per Alaska des del 2002. És membre del Partit Republicà i la segona senadora republicana més veterana al Senat. Juntament amb Susan Collins, de Maine, és descrita sovint com una de les republicanes més moderades del Senat i com un vot decisiu.
Murkowski és la filla de Frank Murkowski, ex-senador i governador d'Alaska (2002–2006). Abans de ser nominada al Senat dels Estats Units, va ser membre de la Cambra de Representants d'Alaska i va ser-ne escollida líder de la majoria. El seu pare la va nominar al Senat dels Estats Unis, que va dimitir del càrrec el desembre de 2002 per esdevenir governador d'Alaska. Va completar el mandat del seu pare, que s'acabava el gener de 2005.
Murkowski s'hi va presentar el 2004 i va guanyar un mandat complet. Es va presentar a la reelecció el 2010. Després de perdre les primàries republicanes al candidat del Tea Party Joe Miller, Murkowski es va presentar com a candidata write-in i va derrotar tant Miller com el demòcrata Scott McAdams a les eleccions generals; en les segones eleccions al Senat dels Estats Units en què un candidat no inscrit era elegit, després de Strom Thurmond el 1954. Encara que Murkowski va guanyar tres mandats complets al Senat, mai ha guanyat una majoria dels vots; va guanyar-ne la pluralitat en cadascuna de les tres curses, amb un 48,6% dels vots el 2004, 39,5% el 2010 i 44,4% el 2016.

## Infantesa, formació i inicis polítics
Murkowski va néixer a Ketchikan (territori d'Alaska), filla de Nancy Rena (Gore de soltera) i Frank Murkowski. El seu besavi patern era d'ascendència polonesa i la seva mare era d'ascendència irlandesa i francocanadenca. Quan era petita, la feina del seu pare com a banquer feia que es traslladessin per l'estat.
Va obtenir un grau en economia de la Universitat de Georgetown el 1980, el mateix any que el seu pare va ser elegit al Senat dels Estats Units. És membre de la sororitat Phi Beta Phi i va representar l'estat d'Alaska com a princesa sakura el 1980. Va rebre el Juris Doctor del Willamette University College of Law el 1985.
Va treballar com a advocada a l'oficina de l'assistent judicial del districte d'Anchorage (1987–1989). Del 1989 al 1998 va ser advocada per un bufet privat a Anchorage (Alaska). Del 1990 al 1991 estava al grup de treball pels sensesostre de l'alcaldia.

## Cambra de Representants d'Alaska
El 1998, Murkowski va ser elegida a la Cambra de Representants d'Alaska. El seu districte, el 18è, incloïa el nord-est d'Anchorage, Fort Richardson i la base de la força aèria d'Elmendorf (ara base conjunta d'Elmendorf-Richardson, o JBER en les sigles en anglès) i parts dels suburbis d'Eagle River-Chugiak. El 1999 va introduir legislació establint un comitè conjunt de serveis armats. Va ser reelegida el 2000 i, després de canvis a les fronteres del districte, el 2002. Aquell mateix any va tenir una oponent conservadora a les primàries, Nancy Dahlstrom, que la va desafiar perquè Murkowski donava suport al dret a l'avortament i rebutjava les polítiques econòmiques conservadores. Murkowski va prevaldre per només 56 vots.
Va ser nomenada líder de la majoria per la sessió legislativa del 2003–2004. Va dimitir abans de prendre possessió del càrrec a causa del seu nomenament a la vacant del Senat dels Estats Units per part del seu pare, després que aquest hagués de dimitir de senador per esdevenir governador d'Alaska. Murkowski va formar part de la comissió en educació post-secundària d'Alaska i va presidir tant el comitè de treball i comerç com el comitè d'afers de l'exèrcit i de veterans. Després de dimitir i prendre possessió com a senadora; el seu pare va nomenar Dahlstrom, l'opció del comitè republicà del districte, com la seva substituta.

## Senat dels Estats Units

### Nomenament
El desembre de 2002, Murkowski—mentre era membre de la cambra estatal—va ser nomenada pel seu pare, el governador Frank Murkowski per ocupar el seu lloc al Senat dels Estats Units, que va quedar vacant després que fos elegit governador.
El nomenament va causar controvèrsia a l'estat. Molts votants van desaprovar el nepotisme aparent del nomenament de Murkowski al Senat. El seu nomenament acabaria comportant un referèndum en què es va retirar el poder del governador d'escollir directament els senadors substituts. Sarah Palin estava especialment molesta perquè havia sigut entrevistada per la posició però havia sigut rebutjada.

### Eleccions

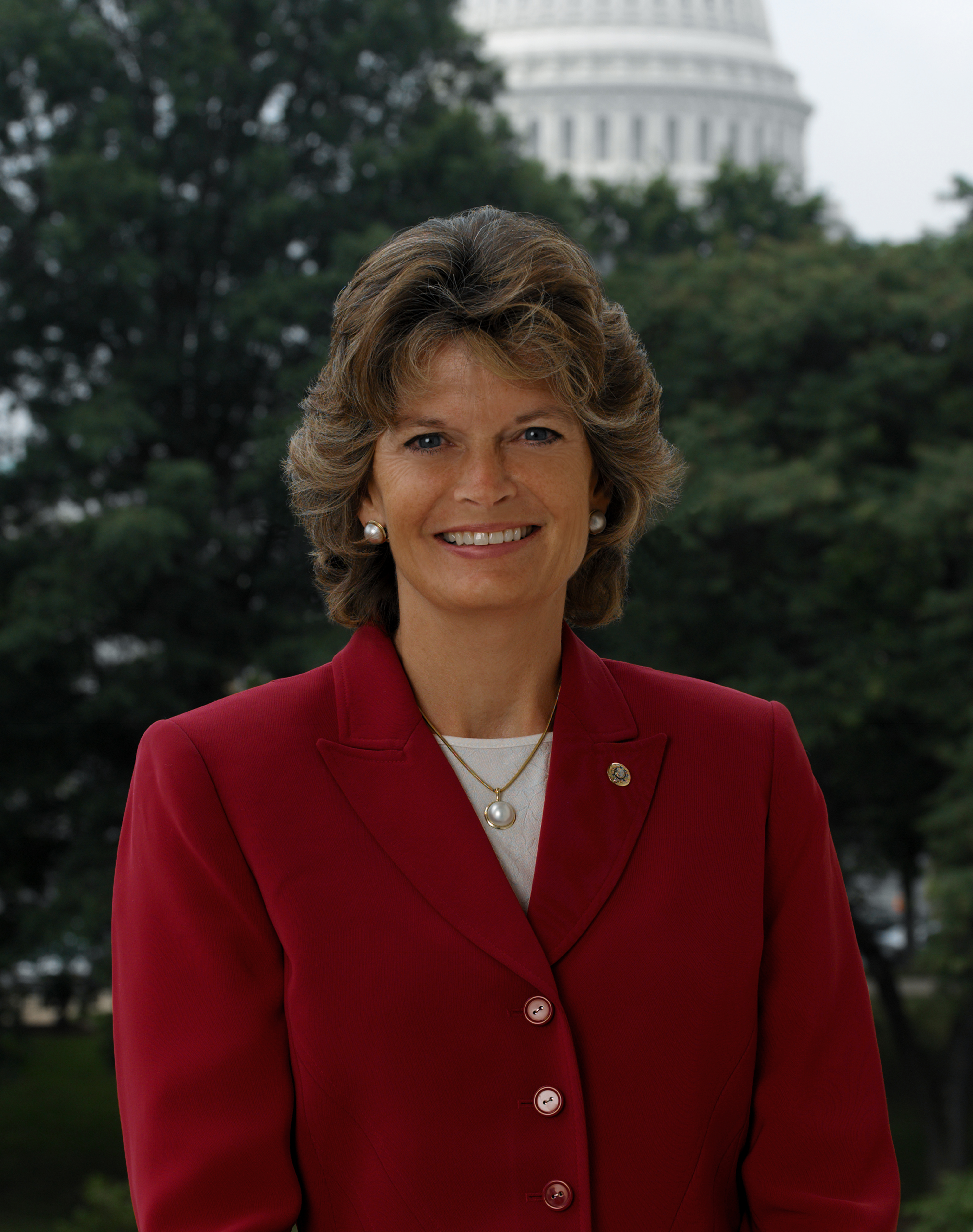
Murkowski el 2005.

#### 2004
Murkowski es va presentar per un mandat sencer de sis anys contra l'exgovernador demòcrata Tony Knowles a les eleccions de 2004 després de guanyar un oponent a les primàries per un ampli marge. Hom la considerava vulnerable per la polèmica arran del seu nomenament i les enquestes mostraven que la cursa estava frec a frec. Una organització republicana que volia emetre anuncis televisiu a favor seu es va trobar que no hi havia espai disponible per comprar. Cap al final de la campanya, el senador sènior dels EUA Ted Stevens va rodar anuncis per Murkowski i va afirmar que si un demòcrata substituïa Murkowski, l'estat d'Alaska probablement rebria menys diners federals. Murkowski va acabar derrotant Knowles per un petit marge.

#### 2010
Murkowski es va enfrontar a les eleccions més difícils de la seva carrera el 24 d'agost de 2010, en les primàries republicanes contra Joe Miller, un ex-magistrat dels Estats Units que va rebre el suport de l'ex-governadora Sarah Palin. El recompte inicial la va deixar en 2a posició per un marge de 51–49%, a falta dels vots per correu. Després del primer recompte de vots per correu el 31 d'agost va concedir la cursa, afirmant que no creia que pogués superar Miller durant la propera ronda de recompte de vot per correu.
Després del resultat de les primàries, la seva campanya va considerar presentar-se com a llibertària a les eleccions generals. El 29 d'agost de 2010 la junta executiva del Partit Llibertari de l'estat va votar no considerar incloure-la a la seva candidatura al Senat dels Estats Units.

El 17 de setembre de 2010, Murkowski va anunciar que es presentaria com a write-in al Senat. La campanya va ser ajudada en gran part per assistència monetària substancial de les empreses natives i comitès d'acció política, així com pel suport dels sindicats de bombers i professors estatals.

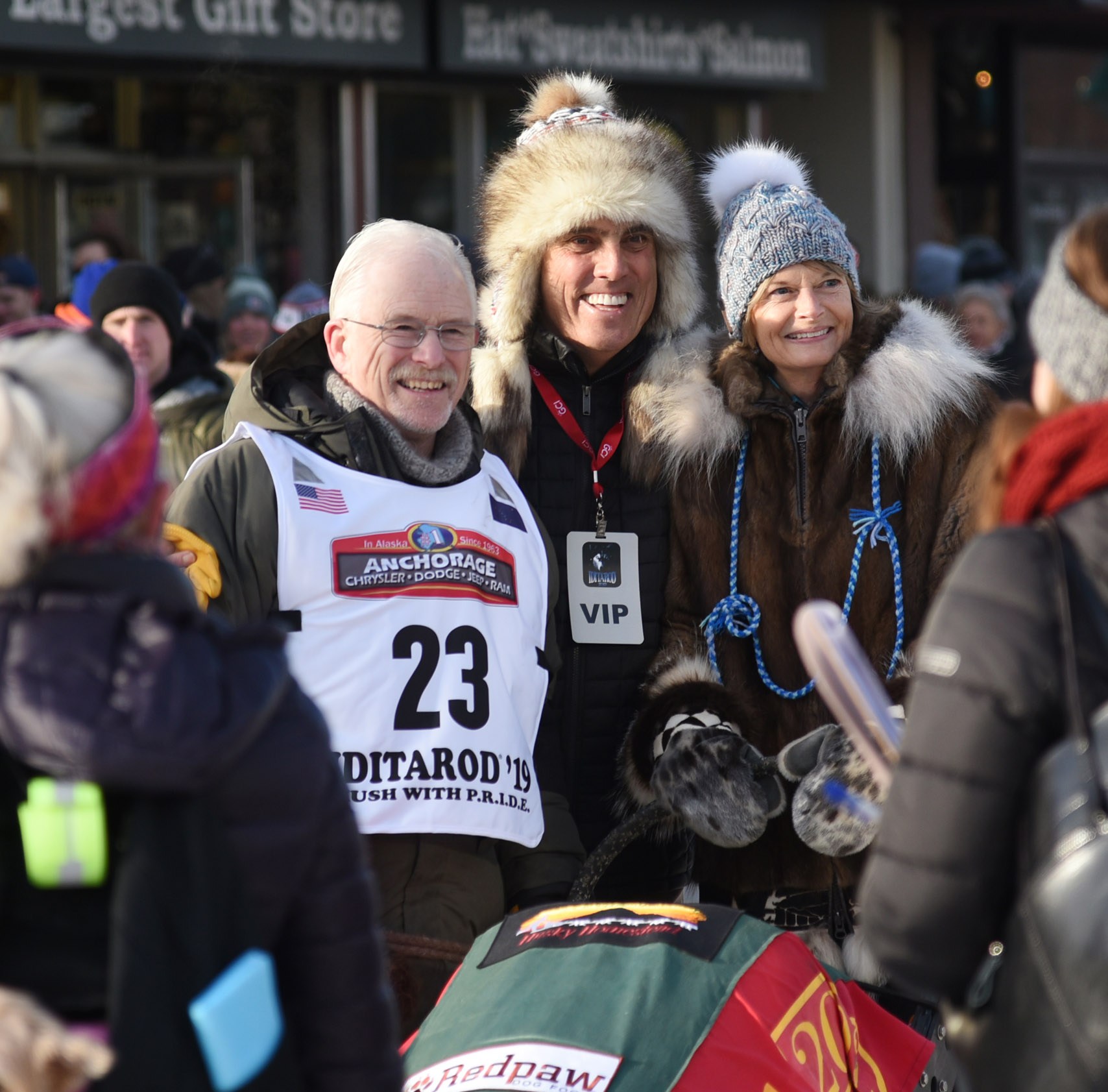
Lisa Murkowski i Verne Martell amb Jeff King el 2019.

El 17 de novembre de 2010, Associated Press va informar que Murkowski havia esdevingut el segon membre del Senat (després de Strom Thurmond el 1954) a guanyar una campanya com a write-in i mantenir el càrrec. Murkowski va sortir victoriosa després que un recompte de paperetes write-in mostrés que havia superat Miller. Miller no va concedir les eleccions. Miller va emprendre accions legals per evitar la certificació dels resultats i després d'apel·lacions, Murkowski va ser certificada com a guanyadora el 30 de desembre pel governador Sean Parnell.

#### 2016
Després de guanyar la nominació del Partit Republicà per un ampli marge, Murkowski va ser reelegida al Senat dels Estats Units el 2016. Joe Miller, aquesta vegada candidat del Partit Llibertari, va tornar a quedar en segona posició.
Les eleccions van ser inusuals ja que el candidat del Partit Llibertari havia donat suport a Donald Trump i es presentava contra una titular republicana que no ho havia fet. El candidat llibertari a la vicepresidència Bill Weld va donar suport a Murkowski, citant el suport de Miller a Trump i les seves opinions «social-conservadores devotes» que veia incompatibles amb el liberalisme.

## Vida personal
Murkowski es va casar amb Verne Martell. Tenen dos fills, Nicolas i Matthew. És catòlica romànica.